# Estação de Nottingham Victoria

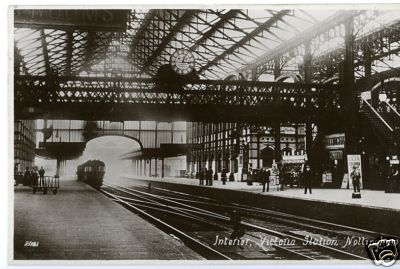
Interior da estação anos depois da abertura.

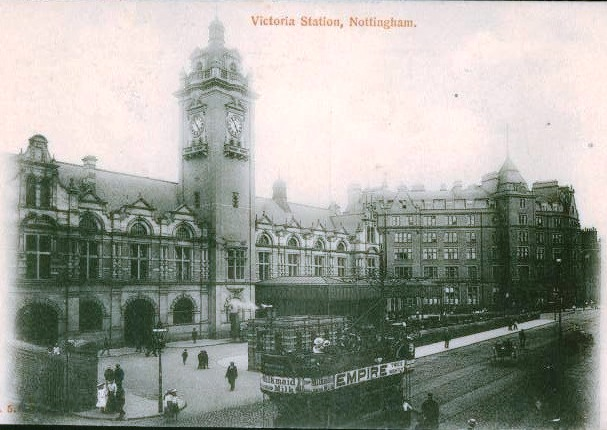
Estação de Nottingham Victoria na década de 1900. À direita da imagem está o Victoria Hotel, atualmente Hilton Hotéis.

A Estação de Nottingham Victoria foi uma estação ferroviária das companhias Great Central Railway e Great Northern Railway, localizada na cidade de Nottingham, no condado de Nottinghamshire, Inglaterra. O prédio da estação foi desenhado pelo arquiteto Albert Edward Lambert.
Ela foi inaugurada em 24 de maio de 1900 e fechada em 4 de setembro de 1967. O prédio da estação foi em sua maior parte demolido, e atualmente, em seu lugar foi construído um shopping center.
Atualmente a cidade é servida por outra estação, a estação de Nottingham.